# Stephan König (Verwaltungsjurist)
Stephan König (* 19. April 1977 in Erfurt) ist ein deutscher Verwaltungsjurist und politischer Beamter (CDU). Er ist seit 2024 Amtschef und Staatssekretär für Medien und Europa und Bevollmächtigter des Freistaates Thüringen beim Bund in der Thüringer Staatskanzlei.

## Leben

### Ausbildung und Beruf
König studierte Rechtswissenschaften an der Universität Jena und legte das zweite juristische Staatsexamen ab. Er trat 2004 als persönlicher Referent von Staatssekretär Manfred Scherer (CDU) im Thüringer Innenministerium in den Dienst des Freistaates Thüringen. Noch im selben Jahr wechselte er als Leiter des Referates für Kabinett- und Landtagsangelegenheiten in das Thüringer Justizministerium, wo er 2009 die Leitung des Referates für Vollzugsrecht; Beschwerden; Schadenersatzansprüche übernahm. Noch im selben Jahr wurde er Leiter des Ministerbüros von Marion Walsmann (CDU) im Thüringer Finanzministerium. Er folgte Walsman mit ihrer Ernennung zur Chefin der Thüringer Staatskanzlei von 2010 bis 2013 als Leiter ihres Ministerbüros. 
Von 2013 bis 2015 arbeitete er dann als Referent im Referat Innen und Justiz, von 2015 bis 2018 als Leiter des Referates Verwaltungsmodernisierung, von 2018 bis 2023 als Leiter des Referates für Personal; Personal- und Organisationsmanagement; ressortübergreifende Personalangelegenheiten; Dienstrecht und Fortbildung und von 2023 bis 2024 als Leiter des Referates für Moderne Verwaltung, Geschäftsstelle Normenkontrollrat im Amt eines Leitenden Ministerialrates in der Thüringer Staatskanzlei.

### Politik
König ist Mitglied der CDU und Schatzmeister des Kreisverbandes Erfurt.
Am 17. Dezember 2024 wurde König unter Ministerpräsident Mario Voigt (CDU) zum Amtschef und Staatssekretär für Medien und Europa und zum Bevollmächtigten des Freistaates Thüringen beim Bund in der Thüringer Staatskanzlei ernannt.